# 月刊ジャイアンツ
月刊ジャイアンツ（げっかんジャイアンツ、Monthly Giants）は、1976年から報知新聞社が発行する読売ジャイアンツの専門情報誌である。創刊号は4月号。誌面は全84ページで、定価130円だった。現在は毎月24日発売（変動の場合あり。発行日付は発売翌々月1日となる）、定価700円。判型はA4（2009年5月号から。それ以前はABだった）。電子書籍版も販売されている。
創刊から1年間は、題字が『ジャイアンツ』（創刊号）となっていたが、1977年4月号より『月刊ジャイアンツ』となり、2004年6月号より『GIANTS Monthly』となっている。国立国会図書館の所蔵データベース上におけるタイトルは2004年5月号までは『ジャイアンツ』→2004年6月号以降は『GIANTS monthly』（並列タイトル『月刊ジャイアンツ』）となっている。また、創刊当時は「燃える男のスポーツマガジン」というサブタイトルがついていた。
ジャイアンツが監修を行っており、裏表紙脇には「監修・読売巨人軍」のクレジットを入れている。

## 概要
アメリカ合衆国の『スポーツ・イラストレイテッド』を参考に、丸めて持ち歩けるおしゃれな雑誌というコンセプトのもとで創刊された。創刊号表紙は、大西重成によるイラストが掲載された。
1か月間の戦いぶりを始め、球団情報、さらには選手のリレーインタビューが掲載されている。OBを取り上げるコーナーもある。1か月分のジャイアンツスケジュールカレンダーがある。巻末はほとんどがファームを扱った記事である。
「ビクトリーカード」（Victory Card）というベースボールカードが付録される場合がある。これは表面が勝利した試合で活躍した選手の写真、裏面が勝利した試合の詳細が掲載されているものである。
チームの優勝や所属選手の個人記録達成時など、時に応じて増刊を発行することもある。1977年には、王貞治の通算本塁打数世界記録更新を記念した臨時増刊を発行した。

## 連載記事
- ジャイアンツ・パズル（創刊号から連載のクロスワードパズル。創刊から長らく滝沢てるおが担当（2000年代後半頃からの担当者は、無記名となっており不明）。創刊から15年目にあたる1990年10月には『GIANTSパズル 熱烈巨人ファンほどたっぷり楽しめる』として主婦と生活社より書籍化された。著者名義は滝沢てるお。書籍コードはISBN 439111299X）
- 漂流島（笹沢左保による少年冒険小説。横山明が挿絵を担当。登場人物に野球選手を起用。創刊号より連載）
- 激ペン（1980年より連載していた、巨人ファンの気持ちを代弁するコラム。担当者の一人で報知新聞野球記者の白取晋は1981年から専属となり、1993年に死去するまで担当した。2001年4月号には創刊25周年を記念して、1988年10月号・1990年12月号掲載分が再録された）
- おしゃれ診断（落合恵子による選手のファッションチェック）
- フィールド・オブ・ジャイアンツ（『FIELD OF GIANTS』『FOG』とも表記。読者投稿コーナー）
  - 似顔絵紹介コーナー（読者による巨人選手・指導者の似顔絵を紹介。2011年途中頃までは後述のように、担当のイラストレーターが選定・自身による似顔絵も紹介していた）
    - 松林モトキ[2]の似顔絵ゼミナール（1980年代頃 - 2008年4月号?）
    - しんのすけ[3]の似顔絵スタジアム（2008年5月号 - 2011年途中）
- リレーインタビュー（選手・指導者による、リレー形式の対談）
- ベースボールの引き出し
- スポーツ報知記録室（2009年4月号で終了）
- MLBの日本人選手こぼれ話
- MLB EXPRESS（2009年4月号で終了）
- 湊斗南（評論家）による記事
  - 原巨人への提言（2009年4月号で終了）
  - 巨人軍平成名勝負列伝（2009年4月号で終了）
- 巨人が好き!（少年野球・草野球チームの紹介記事。2009年4月号で終了）
- ミスタートーク 快打快心→ミスタートーク 野球の散歩道（終身名誉監督・長嶋茂雄のコラム）
- CS日本・月刊ジャイアンツ連動 巨人の魂（CS日本のドキュメンタリー番組『巨人の魂』で紹介された選手のエピソードをまとめた記事）
- G-LEGEND（2011年6月号より連載。ジャイアンツOBへのインタビュー）
- 川相昌弘二軍監督の『野球術』（2011年6月号より連載。川相の野球技術指導コーナー）
- 大木な巨人（ビビる大木、2017年8月号より連載開始）
- 馬場ふみか G-joへの道
- G RESEARCH＜Gリサーチ＞
- GIANTS VENUS
- 武田航平の巨人直撃企画『G RIDER』（2019年１月号より連載開始）
- 『小谷のつぶやき』（小谷正勝、2020年9月号より連載開始）

### 漫画・劇画
- 一本足のバラード（創刊号 - 1977年2月号。王貞治の動向とリンクされた劇画。原作は新宮正春、絵は石井いさみが担当。1976年12月には単行本化。表紙に「ジャイアンツ臨時増刊」の表示が入った単行本も存在する）
- 野球武芸帳（黒鉄ヒロシ）
- あおいとナミのベースボール探検隊（原作須野豪、絵八神健）
- 荒木ひとしによる漫画（最初に発表したのは1987年[4]）
  - マツイ日記は知っている!（? - 2006年。後述の漫画と並行して連載。主人公である松井秀喜のMLB移籍後も『マツイ日記は知っている!MAJOR』として続行した）
  - ソケット君、行け!（1995年2月号 - 2006年3月号）
- 突ゲキ!Gマイク（2000年代後半頃に連載。2009年4月号で終了。みきまとおるの4コマ漫画。1ページに2本掲載）
- 辻内崇伸物語 156キロの衝撃!（2006年4月号 - ?。辻内の生い立ちをつづった劇画。原作：湊斗南、作画：海老原優）

## 備考
ジャイアンツを扱った専門誌としては、本誌創刊以前の1950年代から1960年代にも、月刊マガジン社→ジャイアンツの友社から『ベースボールジャイアンツファン』が（1950年代後半頃）、ジャイアンツ社から『週刊ジャイアンツファン』（1956年 - 1960年?）が、ベースボール・マガジン社から『ジャイアンツ』（1954年 - 1959年頃）がそれぞれ発行されていた。